# Oskar Bengtsson
Karl Oscar "Påsket" Vilhelm Bengtsson (Gotemburgo, 14 de enero de 1885-Gotemburgo, 13 de octubre de 1972, fue un jugador de fútbol sueco (portero) que ganó seis campeonatos suecos con Örgryte IS y defendió la portería sueca en el torneo de fútbol de los Juegos Olímpicos de Londres 1908.

## Carrera

### En clubes
"Påsket" Bengtsson jugó durante toda su carrera en Örgryte IS, donde ganó seis campeonatos suecos, el primero en 1902 con solo 17 años. Al principio de su carrera futbolística, "Påsket" jugaba como delantero izquierdo. Sin embargo, en un viaje al extranjero con el equipo principal en 1903, debido a "ciertos cambios en el equipo", tuvo que ocupar la posición de portero. Desde entonces, permaneció en esa posición durante muchos años. El único tropiezo en su carrera fue cuando se perdió la final del campeonato sueco en 1907, y Axel Sandgren tuvo que ocupar la portería.
La disciplina social era estricta en aquella época. Bengtsson lo experimentó en 1913 cuando fue señalado por un "incidente" en un partido de entrenamiento contra IFK Göteborg. Después de haber hecho una "larga nariz" al público, fue llevado a un tribunal civil donde, según el capítulo 11 §15 del código penal, fue multado con cinco coronas.

### En selección nacional
En los primeros partidos oficiales de Suecia en fútbol, en los Juegos Olímpicos de 1908, Bengtsson defendió la portería en ambos partidos del torneo, que terminaron en derrota; 1-12 contra los futuros campeones Gran Bretaña y 0-2 contra Países Bajos.
"Påsket" Bengtsson jugó un total de 9 partidos internacionales entre 1908 y 1913.

## Méritos

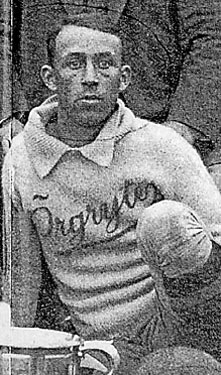
Bengtsson en un partido nacional alrededor de 1908

### En clubes[1][2]
Örgryte IS
Campeón sueco: 1902, 1904, 1905, 1906, (1907), 1909, 1913

### En selección nacional
- Seleccionado para los Juegos Olímpicos: 1908 (jugó en ambos partidos de Suecia)
- 9 partidos internacionales, 0 goles

### Individual
- Receptor de la Gran Insignia de Jugadores Destacados, 1928